# 울산 수소시범도시
울산 수소시범도시(蔚山水素示範都市)는 울산광역시에서 시범적으로 조성되고 있는 수소도시이다. 현재, 석유화학공단에서 부산물로 나오는 부생수소를 도심까지 연결하는 188km 길이의 지하배관이 깔려 있다.
수소도시(水素都市)란 에너지 공급부터 주거 교통 물류 등 전 분야에 걸쳐 수소를 주된 에너지원으로 활용하는 도시를 말한다.

## 배경

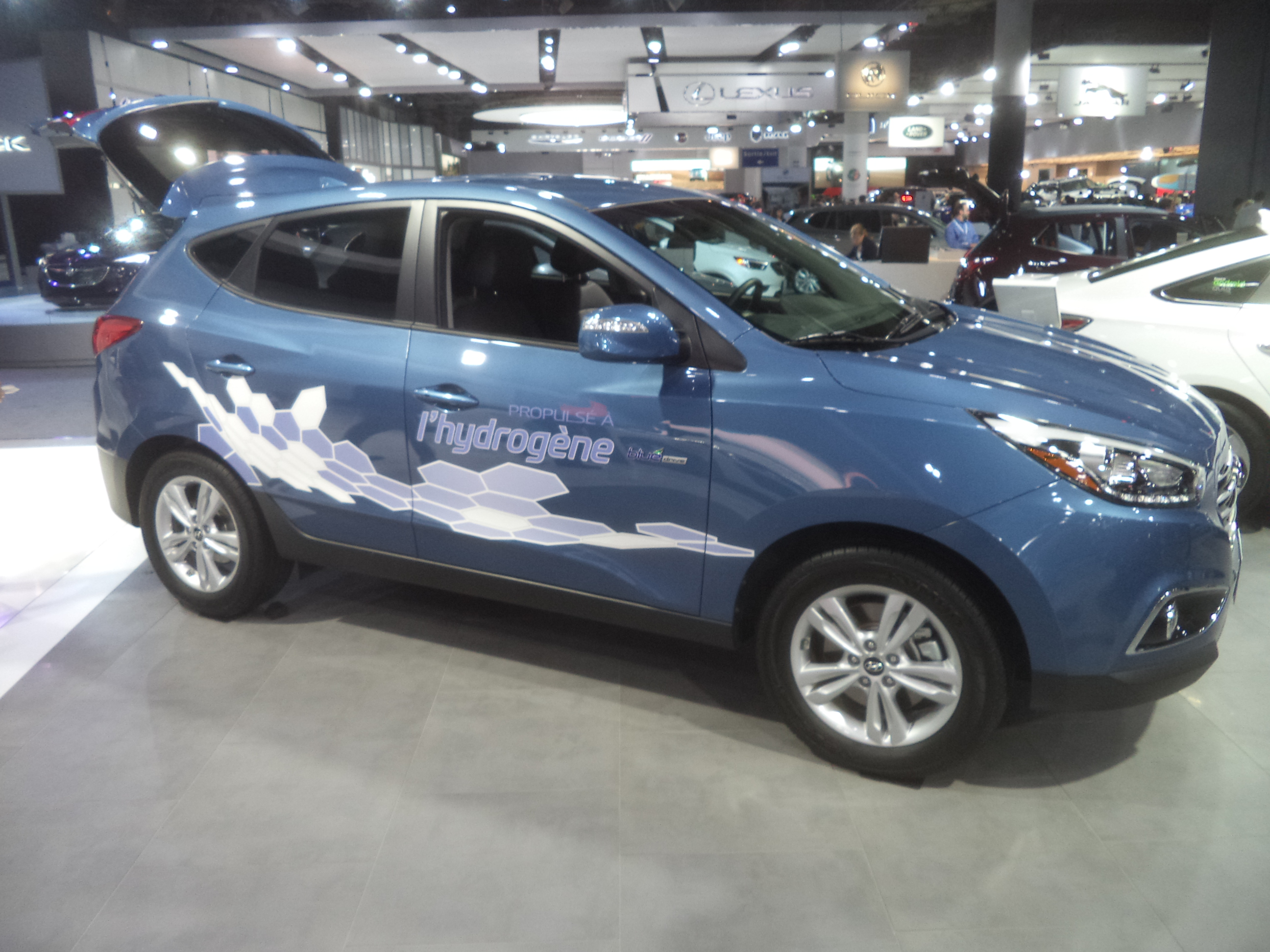
현대 투싼ix FCEV

울산광역시는 2009년 국내 최초의 자동차 수소충전소인 매암충전소를 구축한 도시이다. 또한 2021년 장생포항에 국내 최초의 수소선박충전소를 설치하였다. 2016년 12월, 국내 최초로 수소연료전지 택시 현대 투싼ix FCEV 10대가 시범운행에 들어갔다.
2018년, 시는 총사업비 2500억 원을 투입하여 울산을 세계적인 수소 기반 에너지허브 도시로 조성하기 위한 방안을 마련하였다. 2019년 구축을 목표로 272억원을 투입, 울산테크노파크 인근 4800㎡ 부지에 수소 제조·공급부터 연료전지 실증화·연구개발 및 사업화까지 수소산업과 관련한 전주기적 생산체계를 갖춘 친환경 전지융합 실증화단지를 구축하기로 했다. 또한, 울산산업단지에서 생산된 부생수소를 전국에 보급하는 물류시스템도 구축하는 계획도 마련하였다.

## 개황
울산시는 2024년 9월 국토교통부 주관 〈수소도시 조성사업〉공모사업에 선정되어 향후 4년간 295억 원을 투입하여 9.7km와 5.2km 구간 수소 배관망 구축, 수소충전소에 수소 직공급, 국내 최초 수소 트랙터의 혁신적 기술 실증을 위한 지역 특화사업 등을 추진할 계획이다.

### 충전소
산업통상자원부 신재생에너지 핵심 기술 개발 과제인 《수소지게차 상용화를 위한 실증 기반 신뢰성 검증기술 개발 계획》의 일환으로 수소지게차용 수소충전소 사업이 국비 13억 9,000만 원과 자부담 등 총합 60억 5,000만원의 사업비로 추진되었다. 고려아연에서 운행되는 수소지게차는 두산밥캣의 3톤(t)급 1대, HD현대사이트솔루션의 5t급 4대로, 건설기계부품연구원에서 완성차 내구시험과 등판능력 등의 검증을 완료하였다. 2024년 8월 28일, 시는 울주군 온산국가산업단지 내 고려아연 제1공장에서 국내 최초 수소지게차용 수소충전소 준공식을 열었다. 김두겸 울산시장은 "자동차, 선박, 건설기계 등 수소모빌리티 3축에 대한 수소충전 인프라를 국내 처음으로 완성해 수소선도도시 울산의 입지를 확고히 다지는 발판을 마련했다"고 평가하였다.

### 주거
수소 시범도시 조성을 위하여 시는 총 487억원을 투입하여 산업단지에 구축된 수소 배관을 태화강역을 거쳐 북구 양정동 율동 수소연료전지열병합발전소까지 총 10.5km를 연결, 2024년 10월, 북구 율동지구 위드유아파트에서 사업 준공식을 열었다. 율동 수소연료전지열병합발전소에서 수소로 생산한 전기를 한국전력에 판매하고, 발생한 폐열은 율동지구 국민임대주택 437가구에 온수 및 난방으로 공급할 예정이다. 이것은 난방 과정에서 추가적인 온실가스 배출이 없는 세계 최초의 탄소중립형 수소아파트를 구현한 사례이다.

### 교통 수단
세계 최초의 상업용 수소 트램인 도시철도 1호선 사업이 추진되고 있다.

### 발전소
롯데SK에너루트는 롯데케미칼과 롯데정밀화학 울산공장 내에 각각 20㎿(메가와트)급 1기와 9㎿ 2기 등 총3기의 친환경 수소연료전지 발전소를 설치해 2026년부터 20년간 연간 약 29만㎿h 규모의 친환경 전력을 공급하기로 하였다.

### 기술 개발
2024년 11월, 시는 현대자동차와 〈울산 수소 생태계 구축을 위한 업무협약〉을 체결하여 국내 최초로 수소 트랙터를 개발하는 프로젝트를 전개하고 있다. 국토교통부의 수소 도시 조성사업 공모 선정과 연계하여, 울산~서울 및 울산~인천 지역 간 장거리 화물 물류 노선에 수소 트랙터 세 대를 실증 운행할 계획다. 핵심 기술을 국내형으로 개발하여 국산 친환경 차량으로 전면 전환하는 것이 주된 목표이다.

## 기타
2024년 3월, 국토연구원의 경제발전경험 공유사업(KSP·Knowledge Sharing Program)인 〈우루과이 그린수소산업 발전을 위한 연구개발혁신 활성화〉 연수 과정의 일환으로, 우루과이 공직자 방문단이 울산을 방문, 현대로템의 수소전지트램 시승 및 현대 넥쏘 생산기지 등을 둘러보았다.
2024년 5월, 울산의 산업 현황과 인프라를 살펴보고 이를 이를 견습하기 위하여 대만 정부기관과 기업체 측이 울산시에 협력을 요청하여 울산을 방문하였다. 대만측 인사는 "수소산업 기술, 공급, 인프라 측면에서 울산의 경험과 노하우 전수가 절실하다"고 말하였다. 대만 방문단은 국내 최대 수소 전문 공급업체인 어프로티움 울산2공장에서 수소도시 울산 현황을 들으며 공장 시설을 둘러보았으며, 현대자동차 수소전기차 생산기지와 전기차 공장 건설 현장, 수소연료전지로 열과 전기를 공급하는 율동열병합발전소, 수소선박 충전소 등을 보았다.
2024년 8월, 울산시는 인도네시아 산업부 공무원들을 대상으로 기후변화 대응을 위한 생태산업단지 정책 역량 강화 연수를 진행해주었다. 인도네시아인들은 생태산업단지 정책 수립 방법을 배웠으며, 또 현대자동차, HD현대중공업, SK이노베이션 등 지역 기업과 성암소각장, 코끼리 공장, 비케이이엔지 등 자원순환 현장을 둘러보며 자원 재사용 사례도 학습하였다.

## 같이 보기
- 울산 도시철도
- 대한민국의 수소경제